# Ауньон-Чанселлор, Серина
Серина Мария Ауньон-Чанселлор (Ауньён-Чэнселлор; англ. Serena Maria Auñón-Chancellor; род. 9 апреля 1976, Индианаполис, штат Индиана, штат Индиана, США) — врач, инженер, и астронавт НАСА. Вторая латиноамериканка, полетевшая в космос.
6 июня 2018 года стартовала в качестве бортинженера «Союз МС-09» и экипажа Международной космической станции по программе основных космических экспедиций МКС-56/57.

## Образование
Серина получила степень бакалавра в области электротехники в университете Джорджа Вашингтона, степень доктора медицины в Университете Техаса в Центре науки о здоровье в Хьюстоне, штат Техас (2001), и степень магистра здравоохранения в медицинском отделении Техасского университета в 2006 году.

## Профессиональная деятельность
К моменту зачисления в отряд астронавтов работала доцентом на кафедре профилактической медицины и социального здравоохранения факультета профилактической медицины и медицины внутренних болезней в Медицинском отделении Техасского университета (University of Texas Medical Branch — UTMB).

## Карьера в НАСА

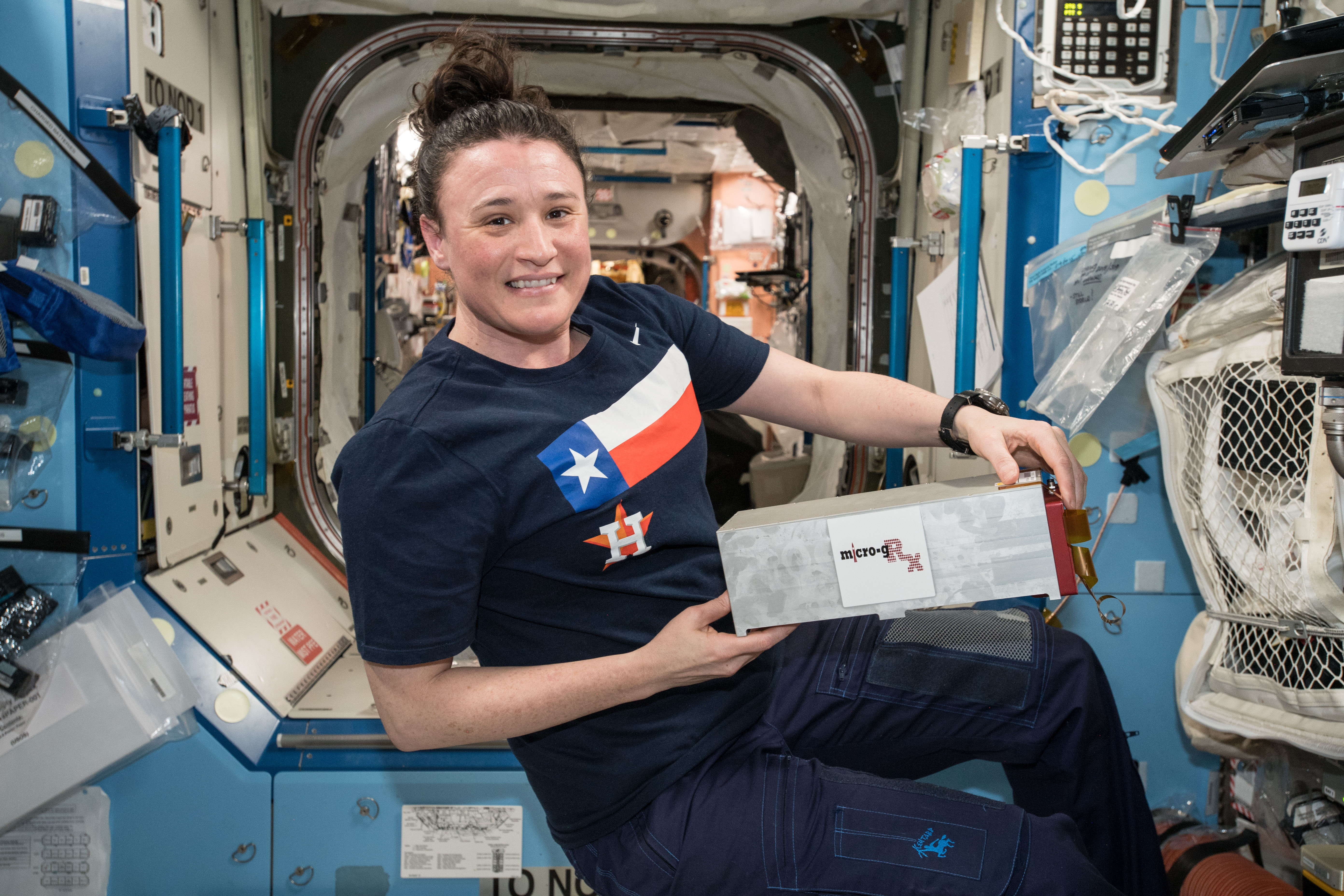

Серина была принята в НАСА в 2006 году в качестве врача экипажа, работала авиационным врачом по программе Space Shuttle.
29 июня 2009 года была отобрана кандидатом в астронавты составе 20-го набора НАСА. Закончила учебную программу подготовки кандидатов в космонавты в июле 2011 года.
В 2009 году получила награду Julian E. Ward Memorial Award от аэрокосмической медицинской Ассоциации за свой вклад в космический полёт в качестве члена экипажа медицинской помощи.
Серина провела девять месяцев в России поддерживая медицинские действия космонавтов на Международной космической станции. Занимала должность заместителя хирурга экипажа в миссии STS-127 (2009) и в экспедиции МКС-22 (2009—2010). В Казахстане принимала участие в медицинском обеспечении экипажей после их возвращения на Землю.
В июне 2012 года принимала участие в NEEMO 16, пилотировала погружной аппарат DeepWorker 2000.
Она работает в качестве заместителя руководителя медицинских работ для корабля Орион.
22 июля 2013 года вместе с астронавтом Рэнди Брезником участвовала в проведении примерки (в два этапа по 4 часа каждый) командного модуля корабля CST-100. Астронавты размещались внутри модуля в спасательных скафандрах, а специалисты Боинга проводили тестирования средств коммуникации, удобство доступа к панелям управления и работу оборудования.
С 11 июля 2015 года в качестве акванавта участвовала в 2-недельной экспедиции NEEMO 20 — миссии НАСА по отработке действий в экстремальной окружающей среде (NASA Extreme Environment Mission Operations — NEEMO) вместе с астронавтом JAXA Норишиге Канаи, инженером Дэвидом Коэном (David Coan) и командиром экипажа астронавтом ESA Лукой Пармитано; проводимой в подводной научной станции «Аквариус», расположенной в океане на глубине 19 метров приблизительно в 5,6 километрах от Ки-Ларго.
7 июля 2016 года на форуме журнала «Новости космонавтики» появилось сообщение о предварительном назначении в основной экипаж корабля «Союз МС-10» вместе с Геннадием Падалкой и Андреем Бабкиным для участия в МКС-58/МКС-59.
19 января 2018 было объявлено о назначении в основной экипаж корабля «Союз МС-09», для участия в МКС-56/МКС-57 вместо Джанетт Эппс.

## Полёт
Старт осуществлён 6 июня 2018 года в 14:12 мск с пусковой установки площадки № 1 («Гагаринский старт») космодрома Байконур. Сближение с МКС и стыковка корабля к малому исследовательскому модулю «Рассвет» (МИМ1) проводилась в автоматическом режиме по двухсуточной схеме. Стыковка корабля со станцией состоялась 8 июня 2018 года в 16:01 мск.
20 декабря 2018 года в 8:02 мск спускаемый аппарат с космонавтом Роскосмоса Сергеем Прокопьевым, астронавтом ESA Александром Герстом и астронавтом NASA Сериной Ауньон-Чанселлор совершил посадку в казахстанской степи. Самочувствие вернувшихся на Землю членов экипажа хорошее. Продолжительность пребывания в космическом полёте экипажа длительной экспедиции МКС-56/57 составила 196 дней 17 часов 49 минут.
Согласно сообщениям ряда российских специалистов, Серину Ауньон-Чанселлор подозревают в создании внештатной ситуации на борту «Союза», приведшей к падению давления воздуха внутри МКС, — просверливанию отверстия в обшивке. Причиной этому называется нервный срыв, из-за обнаружения у неё тромбообразования возникшего на орбите, что вынудило её разными способами ускорить возвращение на планету. Диагноз она узнала во время планового медицинского осмотра на МКС. После полёта она стала соавтором научной статьи 2019 года о влиянии невесомости на тромбообразования астронавтов МКС. Глава «Роскосмоса» Дмитрий Рогозин в августе 2021 года заявил, что Роскосмос не обвиняет американского астронавта Серину Ауньон-Чэнселлор и что организация не хочет препятствий для дальнейшего сотрудничества с НАСА. А представитель НАСА, Кэти Ледерс сообщила, что они отвергают предположения о любых психологических и медицинских проблемах у астронавтов на МКС.
Статистика
| # | Стартовый корабль | Старт, UTC        | Экспедиция            | Корабль посадки | Посадка, UTC      | Налёт                      | Выходы в открытый космос | Время в открытом космосе |
| - | ----------------- | ----------------- | --------------------- | --------------- | ----------------- | -------------------------- | ------------------------ | ------------------------ |
| 1 | Союз МС-09        | 06.06.2018, 11:12 | Союз МС-09, МКС-56/57 | Союз МС-09      | 20.12.2018, 05:02 | 196 дней 17 часов 49 минут | 0                        | 0                        |
|   |                   |                   |                       |                 |                   | 196 дней 17 часов 49 минут | 0                        | 0                        |

## Личная жизнь
Серина вышла замуж за физика Джеффа (англ. Jeff Chancellor) и воспитывает его дочь от предыдущего брака по имени Серафина (англ. Seraphina Chancellor). Своих детей у неё нет. В настоящее время живёт в League City, штат Техас. Отец, доктор Хорхе Ауньон (англ. Jorge Auñón) — кубинский эмигрант, прибыл в Соединённые Штаты в 1960 году. Мать — Маргарет Ауньон (англ. Margaret Auñón) — писатель, автор бестселлеров под псевдонимом Магги Сефтон (англ. Maggie Sefton).
Увлечения
Баскетбол, софтбол, крикет, пеший туризм, катание на водных лыжах, сверление.
Лицензированный радиолюбитель с позывным KG5TMT.